# Norbert Schindler
Norbert Schindler (né le 15 octobre 1949 à Grünstadt) est un homme politique allemand, membre de la CDU et depuis 1994 membre du Bundestag. Il est l’élu directe de la circonscription de Neustadt Speyer (Bundestagswahlkreis Neustadt – Speyer).  En dehors de ses fonctions politique Norbert Schindler est le vice-président du Deutscher Bauernverband.